# Juan Cangelosi
Juan Cangelosi (Mercedes, Provincia de Buenos Aires, 29 de abril de 1981) es un exjugador de baloncesto argentino que se desempeñaba como alero. En la actualidad, forma parte del staff deportivo de Argentino de Junín.

## Trayectoria

### Clubes
| Club                        | País      | Año         |
| --------------------------- | --------- | ----------- |
| Argentino de Junín          | Argentina | 1999 - 2005 |
| Ciclista Juninense          | Argentina | 2005 - 2006 |
| Drac Inca                   | España    | 2006 - 2007 |
| Central Entrerriano         | Argentina | 2007 - 2008 |
| Estudiantes de Bahía Blanca | Argentina | 2008 - 2009 |
| Quilmes de Mar del Plata    | Argentina | 2009 - 2010 |
| Argentino de Junín          | Argentina | 2010 - 2018 |
| Libertad de Sunchales       | Argentina | 2018        |
| Argentino de Junín          | Argentina | 2019 - 2024 |